# Fiennes
Fiennes és un municipi francès situat al departament del Pas de Calais i a la regió dels Alts de França. L'any 2007 tenia 859 habitants.

## Demografia

### Població
El 2007 la població de fet de Fiennes era de 859 persones. Hi havia 316 famílies de les quals 60 eren unipersonals (28 homes vivint sols i 32 dones vivint soles), 100 parelles sense fills, 140 parelles amb fills i 16 famílies monoparentals amb fills.
La població ha evolucionat segons el següent gràfic:
Habitants censats

### Habitatges
El 2007 hi havia 337 habitatges, 319 eren l'habitatge principal de la família, 9 eren segones residències i 9 estaven desocupats. 334 eren cases i 3 eren apartaments. Dels 319 habitatges principals, 268 estaven ocupats pels seus propietaris, 42 estaven llogats i ocupats pels llogaters i 9 estaven cedits a títol gratuït; 7 tenien dues cambres, 48 en tenien tres, 91 en tenien quatre i 173 en tenien cinc o més. 261 habitatges disposaven pel capbaix d'una plaça de pàrquing. A 129 habitatges hi havia un automòbil i a 152 n'hi havia dos o més.

### Piràmide de població
La piràmide de població per edats i sexe el 2009 era:
| Homes | Edats   | Dones |
| ----- | ------- | ----- |
| 0     | 95 o +  | 0     |
| 0     | 90 a 94 | 8     |
| 0     | 85 a 89 | 0     |
| 4     | 80 a 84 | 4     |
| 4     | 75 a 79 | 4     |
| 36    | 70 a 74 | 20    |
| 8     | 65 a 69 | 36    |
| 16    | 60 a 64 | 20    |
| 12    | 55 a 59 | 8     |
| 20    | 50 a 54 | 12    |
| 28    | 45 a 49 | 36    |
| 24    | 40 a 44 | 32    |
| 44    | 35 a 39 | 36    |
| 32    | 30 a 34 | 20    |
| 44    | 25 a 29 | 36    |
| 28    | 20 a 24 | 20    |
| 24    | 15 a 19 | 40    |
| 24    | 10 a 14 | 28    |
| 24    | 5 a 9   | 24    |
| 20    | 0 a 4   | 24    |

## Economia
El 2007 la població en edat de treballar era de 556 persones, 413 eren actives i 143 eren inactives. De les 413 persones actives 361 estaven ocupades (226 homes i 135 dones) i 52 estaven aturades (22 homes i 30 dones). De les 143 persones inactives 23 estaven jubilades, 45 estaven estudiant i 75 estaven classificades com a «altres inactius».

### Ingressos
El 2009 a Fiennes hi havia 334 unitats fiscals que integraven 886,5 persones, la mediana anual d'ingressos fiscals per persona era de 16.378 €.

### Activitats econòmiques
Dels 13 establiments que hi havia el 2007, 1 era d'una empresa extractiva, 1 d'una empresa alimentària, 2 d'empreses de fabricació d'altres productes industrials, 3 d'empreses de construcció, 2 d'empreses de comerç i reparació d'automòbils, 2 d'empreses d'hostatgeria i restauració, 1 d'una empresa immobiliària i 1 d'una empresa de serveis.
Dels 6 establiments de servei als particulars que hi havia el 2009, 2 eren paletes, 1 fusteria, 2 restaurants i 1 agència immobiliària.
Dels 2 establiments comercials que hi havia el 2009, 1 era una botiga de menys de 120 m² i 1 una botiga de mobles.
L'any 2000 a Fiennes hi havia 13 explotacions agrícoles que ocupaven un total de 750 hectàrees.

## Equipaments sanitaris i escolars
El 2009 hi havia una escola elemental.

## Poblacions més properes
El següent diagrama mostra les poblacions més properes.